# I andlighetens rum
I andlighetens rum är ett album från 2013 av Sonja Aldén.

## Låtlista
1. Ljuset (Björn Afzelius) – 3:53
2. I denna stund (Marcos Ubeda/Danne Attlerud) – 4:41
3. Kärlekens lov (Sonja Aldén/text ur Bibeln) – 3:46
4. I den stora sorgens famn (Ted Gärdestad/Kenneth Gärdestad) – 4:40
5. Omkring tiggarn från Luossa (Gunde Johansson/Dan Andersson) – 4:31
6. Om det var Gud (Tomas Andersson Wij/Tobias Fröberg) – 3:38
7. I din himmel (Bobby Ljunggren/Peter Boström/Sonja Aldén) – 3:24
8. Jag ger dig min morgon (Tom Paxton/Fred Åkerström) – 4:18
9. Bred dina vida vingar (Trad/Lina Sandell) – 3:48
10. Jag ser (Björn Eidsvåg/Trygve Hoff) – 4:18
11. Den gyllene staden (Ry Cooder/Jim Dickinson/John Hiatt/Oa Gunnarsson) – 4:34
12. Blott en dag (Oscar Ahnfelt/Lina Sandell) – 4:50

## Medverkande
- Sonja Aldén – sång
- Magnus Olsson – trummor, slagverk
- Rikard Lidhamn – bas
- Anders Pettersson – gitarr, klaviatur
- David Lindgren Zacharias – klaviatur

## Mottagande
Skivan fick ett svalt mottagande när den kom ut med ett snitt på 2,2/5 baserat på tre recensioner.

## Listplaceringar
| Lista (2013-2014) | Topplacering |
| ----------------- | ------------ |
| Sverige           | 4            |

### Fotnoter
1. ↑  ”I andlighetens rum”. Ginza musik. 26 februari 2013. Arkiverad från originalet den 28 januari 2014. https://web.archive.org/web/20140128014807/http://www.ginza.se/product/alden-sonja/i-andlighetens-rum-2013/122516/. Läst 30 januari 2014.
2. ↑  ”I andlighetens rum”. Svensk mediedatabas. 26 februari 2013. http://smdb.kb.se/catalog/id/002951284. Läst 30 januari 2014.
3. ↑  ”I andlighetens rum”. Kritiker.se. http://kritiker.se/skivor/sonja-alden/i-andlighetens-rum/.
4. ↑  Listplacering, läst 25 december 2013